# Trichotria pocillum
Trichotria pocillum är en hjuldjursart som först beskrevs av Cornelius Herman Muller 1776.  Trichotria pocillum ingår i släktet Trichotria och familjen Trichotriidae. Arten är reproducerande i Sverige. Inga underarter finns listade i Catalogue of Life.